# Hố va chạm Popigai

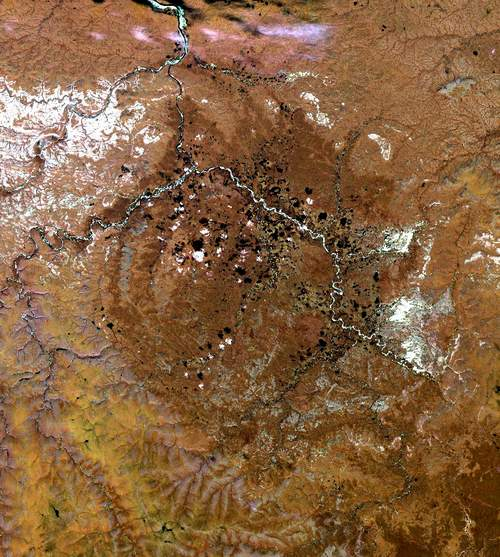
Hố va chạm Popigai

Hố va chạm Popigai là một hố va chạm ở Siberia, Nga cùng với hố va chạm Manicouagan là hố va chạm đã được kiểm tra lớn thứ 7 trên thế giới.. Hố va chạm này đã được tạo ra khi một thiên thạch khổng lồ lao xuống Trái Đất khoảng 35,7 ± 0,2 (2σ) triệu năm trước cuối thế Eocen (niên đại tầng Priabona), để lại hố sâu đường kính 100 km. Hố va chạm này cách Khatanga 1½ giờ đi máy bay trực thăng. Hố này được UNESCO đưa vào danh mục công viên địa chất thế giới..

## Mỏ kim cương
Khu vực này được phát hiện từ năm 1970, nhưng không được công bố vì chính quyền Liên Xô viết muốn tập trung vào việc sản xuất kim cương nhân tạo phục vụ công nghiệp.
Trong tháng 9 năm 2012, Nga đã chính thức tuyên bố có dự trữ kim cương lớn dưới miệng núi lửa có chứa "hàng nghìn tỷ cara" (hàng trăm ngàn tấn) và tuyên bố có đủ kim cương trong khu vực này để đảm bảo nhu cầu kim cương cho toàn cầu trong 3.000 năm tới. Kim cương hình thành trong hố này có đặc tính là độ cứng đặc biệt cao,  độ cứng cao hơn 58% so với kim cương thường, chỉ thích hợp dùng cho mục đích khoa học và công nghiệp thay vì trở thành những vật trang sức đắt tiền. Nhiều viên kim cương tại Popigai chứa tinh thể lonsdaleite, một thù hình của carbon có một mạng tinh thể hình lục giác. Những viên kim cương cũng có các tính năng mài mòn khác thường và kích thước hạt lớn có thể khiến cho chúng cực kỳ hữu ích cho các ứng dụng công nghiệp và khoa học.
Những viên kim cương thuộc loại này còn được biết đến như là "kim cương va chạm" vì chúng được cho là được tạo ra khi một thiên thạch lao vào một mỏ graphit với tốc độ cao. Chúng có thể có công dụng công nghiệp nhưng được coi là không ổn định cho mục đích sử dụng làm đá quý.